# سیارک ۱۶۱۹۷۵
سیارک ۱۶۱۹۷۵ (به انگلیسی: 161975 Kincsem، نامگذاری:2007LO)۱۶۱۹۷۵مین سیارک کشف شده‌است که در ۰۸ ژوئن ۲۰۰۷ کشف شد.